# Loch Tummel
El Loch Tummel (en gaèlic escocès: Loch Teimhil) és un llarg i estret loch que es troba 7 quilòmetres al nord-oest de Pitlochry dins la regió de Perth i Kinross, Escòcia.

## Geografia
El llac té aproximadament 11 quilòmetres de longitud d'est a oest, i és d'una mica menys d'1 quilòmetre d'ample. Es va convertir en part de la combinació d'energia Tummel Hydro-Electric quan la presa Clunie va ser construïda per George Wimpey en el seu extrem oriental l'any 1950, aixecant el nivell de l'aigua uns 4.5 metres. El loch és travessat per carreteres en ambdósextrems, al nord i sud, oferint vistes esplèndides del terreny circumdant. El millor és probablement el conegut com Queens View ('la vista de la reina') de la riba nord, que la reina Victoria va fer famós l'any 1866, oferint una magnífica vista sobre el loch amb Schiehallion al fons. S'afirma també que es deia així originàriament per la Reina Isabel, muller de Robert the Bruce.
Gairebè al cap del loch, hi ha el Tummel Bridge creuant el riu Tummel que en realitat té dos ponts. El pont original construït per General de Wade l'any 1730 té un pont modern que el reemplaça al costat per portar el trànsit cap Aberfeldy. Visitants notables que s'han quedat en aquesta zona són Mendelssohn i Swinburne. El costat nord del llac té molts duns(terme genèric per forts medievals), forts i túmuls.
El loch és popular entre els pescadors de truita de riu. És també molt popular per acampar durant la primavera i estiu.